# Милледж, Джон
Джон Милледж (англ. John Milledge) (1757 — 9 февраля 1818) — американский военный и политик, участник Войны за независимость США в Джорджии, делегат Палаты представителей США от Джорджии, с 1802 по 1806 год губернатор штата, после чего три года отслужил в Сенате США, а в 1809 году был временным президентом Сената. Милледж содействовал основанию Университета Джорджии: он лично купил для университета участок земли. В 1807 году легислатура постановила основать для штата новую столицу и назвать её именем губернатора -  Милледжвилл.

## Ранние годы
Милледж родился в Саванне в 1754 году, в семье капитана колониальных рейнжеров Джона Милледжа Старшего. Он происходил из рода самых первых колонистов Джорджии. Он получил хорошее образование у частных учителей, изучал право, получил лицензию адвоката и открыл практику в Саванне. В 1775 оду Милледж присоединился к американским повстанцам и участвовал в набеге на британский пороховой склад в Саванне. Нападавшим удалось захватить 600 фунтов пороха, который был впоследствии отправлен на север и использовался в сражении при Банкер-Хилле. Колониальные власти назначили награду в 150 фунтов за голову любого из участников набега, но никого не удалось убить или сдать властям. Когда в 1778 году англичане захватили Саванну, Милледж бежал в Южную Каролину. В 1779 году, когда американцы осаждали Саванну, он служил в войсках графа Д'Эстена и Бенжамина Линкольна. За годы войны он дослужился до звания полковника джорджианского ополчения.